# Computing Node
Ein Computing Node ist eine Verarbeitungseinheit in einem Rechnerverbund, die ausschließlich Computer- respektive Rechnerleistung bietet. In seiner Reinform verfügt er über keine eigene Umgebungstechnologien (IO-System, Speichersystem, Stromversorgung, …). Er kann nicht als eigenständiger Rechner arbeiten, sondern wird von einer übergeordneten Steuerung dynamisch für die Abarbeitung von Programmcode eingesetzt (Beispiele: FlexFrame, BladeFrame).